# A Happening in Central Park
A Happening in Central Park è il primo album dal vivo della cantante statunitense Barbra Streisand, pubblicato nel 1968. 

## Tracce
1. I Can See It – 2:58
2. Love Is Like a New Born Child – 2:55
3. Folk Monologue/Value – 4:45
4. Cry Me a River – 3:05
5. People – 4:43
6. He Touched Me – 3:07
7. Medley: Marty the Martian/The Sound of Music/Mississippi Mud/Santa Claus Is Coming to Town – 2:40
8. Natural Sounds – 3:08
9. Second Hand Rose – 3:01
10. Sleep in Heavenly Peace (Silent Night) – 3:34
11. Happy Days Are Here Again – 3:19